# الكسندر شنايدر
الكسندر شنايدر (بالليتوانية: Alexander Schneider)‏ هو عازف بيانو وعازف كمان أمريكي، ولد في 21 أكتوبر 1908 في فيلنيوس في ليتوانيا، وتوفي في 2 فبراير 1993 في نيويورك في الولايات المتحدة.

## وصلات خارجية
- الكسندر شنايدر على موقع IMDb (الإنجليزية)
- الكسندر شنايدر على موقع مونزينجر (الألمانية)
- الكسندر شنايدر على موقع ميوزك برينز (الإنجليزية)
- الكسندر شنايدر على موقع أول ميوزيك (الإنجليزية)
- الكسندر شنايدر على موقع ديسكوغز (الإنجليزية)
- الكسندر شنايدر على موقع قاعدة بيانات الفيلم (الإنجليزية)